# Bahnradsport-Weltmeisterschaften 1981
Die Bahnradsport-Weltmeisterschaften 1981 fanden vom 31. August bis 5. September 1981 auf dem Velodrom Brno im tschechoslowakischen Brünn statt.
Die Radrennbahn war eine 400-Meter-lange Zementpiste. Insgesamt 14 Titel wurden vergeben, so viele wie noch nie, sieben Titel an die Amateure, fünf an die Profis und zwei an die Frauen.
Der bundesdeutsche Fredy Schmidtke errang zweimal Silber, im 1000-Meter-Zeitfahren und – obwohl er im Sprintturnier schwer gestürzt war – im Tandemrennen. Als Grund für den Sturz im Achtelfinale wurde angenommen, dass die Piste nach einem leichten Regen noch zu feucht gewesen war. Schmidtke startete trotz seiner Verletzungen noch in der nächsten Runde, verlor dann aber gegen den DDR-Sportler Michael Hübner. Die Fachzeitschrift Radsport kritisierte, dass die Mannschaft des Bundes Deutscher Radfahrer (BDR) keinen eigenen Arzt dabei hatte und sich Schmidtke deshalb von tschechoslowakischen und sowjetischen Ärzten behandeln lassen musste.
Die Bilanz der bundesdeutschen Verfolger war demgegenüber enttäuschend, so war der Bahnvierer, einst das Flaggschiff des BDR, schon im Viertelfinale ausgeschieden. Der Radsport sprach vom „Niedergang der einstigen Paradedisziplin des bundesdeutschen Radsports“.
Beklagt wurde von der westdeutschen Radsportzeitschrift auch das Finale der Profi-Steher als „eine Stunde Langeweile“. Die „Steher-Herrlichkeit“ sei vorbei und es handele sich um eine „sterbende Disziplin“. Insgesamt waren nur elf Steher aus fünf Nationen am Start, darunter zwei Japaner und ein Brite.

## Resultate Frauen
| Disziplin                       | Platz | Land               | Athlet               |                        |
| ------------------------------- | ----- | ------------------ | -------------------- | ---------------------- |
| Sprint                          | 1     | Vereinigte Staaten | Sheila Young         | 12,96 (1.), 13,24 (2.) |
| 16 Starterinnen aus 9 Nationen  | 2     | Belgien            | Claudine Vierstraete |                        |
|                                 | 3     | Deutschland        | Claudia Lommatzsch   | 12,71 (2.), 13,65 (3.) |
| Einerverfolgung (3000 m)        | 1     | Sowjetunion        | Nadeschda Kibardina  | 3:59,70 min.           |
| 18 Starterinnen aus 12 Nationen | 2     | Sowjetunion        | Tamara Poljakowa     | 4:00,57 min.           |
|                                 | 3     | Frankreich         | Jeannie Longo        | 3:59,70 min.           |

## Resultate Männer

### Profis
| Disziplin                  | Platz | Land        | Athlet                                  |                         |
| -------------------------- | ----- | ----------- | --------------------------------------- | ----------------------- |
| Sprint                     | 1     | Japan       | Kōichi Nakano                           | 10,88 (1.), 10,91 (2.)  |
| 9 Starter aus 4 Nationen   | 2     | Kanada      | Gordon Singleton                        |                         |
|                            | 3     | Japan       | Kenji Takahashi                         | Gegner nicht angetreten |
| Keirin                     | 1     | Australien  | Danny Clark                             |                         |
| 14 Starter aus 11 Nationen | 2     | Italien     | Guido Bontempi                          |                         |
|                            | 3     | Japan       | Chiyoshi Kubo                           |                         |
| Einerverfolgung (5000 m)   | 1     | Frankreich  | Alain Bondue                            | 6:02,39 min.            |
| 21 Starter aus 9 Nationen  | 2     | Danemark    | Hans-Henrik Ørsted                      | 6:03,54 min.            |
|                            | 3     | Niederlande | Bert Oosterbosch                        | 6:05,70 min.            |
| Punktefahren               | 1     | Schweiz     | Urs Freuler                             | 51 Pkt.                 |
| 23 Starter 13 Ländern      | 2     | Australien  | Danny Clark                             | 48 Pkt.                 |
|                            | 3     | Italien     | Giuseppe Saronni                        | 35 Pkt.                 |
| Steherrennen (1 Stunde)    | 1     | Niederlande | René Kos (hinter Bruno Walrave)         |                         |
| 11 Starter aus 5 Nationen  | 2     | Italien     | Bruno Vicino (hinter Domenico De Lillo) |                         |
|                            | 3     | Deutschland | Wilfried Peffgen (hinter Dieter Durst)  |                         |

### Amateure
| Disziplin                        | Platz | Land                                    | Athlet                                                                | Zeit                       |
| -------------------------------- | ----- | --------------------------------------- | --------------------------------------------------------------------- | -------------------------- |
| Sprint                           | 1     | Sowjetunion                             | Sergei Kopylow                                                        | 11,31 (2.), 11,30 (3.)     |
| 59 Starter aus 28 Ländern        | 2     | Deutschland Demokratische Republik 1949 | Lutz Heßlich                                                          | 12,01 (1.)                 |
|                                  | 3     | Deutschland Demokratische Republik 1949 | Detlef Uibel                                                          | 11,24 (1.), 1,45 (2.)      |
| 1000-Meter-Zeitfahren            | 1     | Deutschland Demokratische Republik 1949 | Lothar Thoms                                                          | 1:05,85 min.               |
| 59 Starter aus 28 Ländern        | 2     | Deutschland                             | Fredy Schmidtke                                                       | 1:06,02 min.               |
|                                  | 3     | Sowjetunion                             | Sergei Kopylow                                                        | 1:06,56 min.               |
| Tandem                           | 1     | Tschechien                              | Ivan Kučírek/Pavel Martínek                                           | 10,68 (1.), 10,45 (2.)     |
| 8 Teams aus 8 Nationen           | 2     | Deutschland                             | Dieter Giebken/Fredy Schmidtke                                        |                            |
|                                  | 3     | Polen                                   | Ryszard Konkolewski/Zbigniew Płatek                                   | 10,67(1.), 10,64 (2.)      |
| Einerverfolgung                  | 1     | Deutschland Demokratische Republik 1949 | Detlef Macha                                                          | 4:47,78 min.               |
| 8 Teams aus 8 Nationen           | 2     | Sowjetunion                             | Dainis Liepiņš                                                        | 4:55,19 min.               |
|                                  | 3     | Italien                                 | Maurizio Bidinost                                                     | 4:49,40 min.               |
| Mannschaftsverfolgung            | 1     | Deutschland Demokratische Republik 1949 | Volker Winkler/Axel Grosser/ Bernd Dittert/Detlef Macha               | 4:28,72 min.               |
| 20 Teams aus 20 Nationen         | 2     | Sowjetunion                             | Alexander Krasnow/Nikolai Kusnetsow/ Alexander Kulikow/Wiktor Manakow | 4:29,78 min.               |
|                                  | 3     | Tschechoslowakei                        | Aleš Trčka/František Raboň/ Martin Penc/Jiří Pokorný                  | 4:49,40 min.               |
| Punktefahren (50 km)             | 1     | Deutschland Demokratische Republik 1949 | Lutz Haueisen                                                         | 75 Pkt.                    |
| 55 Starter aus 28 Ländern        | 2     | Vereinigte Staaten                      | Leonard Nitz                                                          | 59 Pkt.                    |
|                                  | 3     | Danemark                                | Michael Marcussen                                                     | 45 Pkt.                    |
| Steherrennen (Finale über 50 km) | 1     | Niederlande                             | Matthé Pronk (hinter Norbert Koch)                                    | 44:45,61 min.              |
| 18 Starter aus 8 Nationen        | 2     | Deutschland                             | Rainer Podlesch (hinter Dieter Durst)                                 | 360 Meter zurück           |
|                                  | 3     | Schweiz                                 | Max Hürzeler (hinter Ueli Luginbühl)                                  | 1 Runde + 160 Meter zurück |